# Herman Tuvesson
Herman Emil Teodor Tuvesson (ur. 21 października 1902, zm. 2 lutego 1995) – szwedzki zapaśnik walczący w obu stylach. Dwukrotny olimpijczyk. Zajął czwarte miejsce w Los Angeles 1932 i Berlinie 1936. Walczył w wadze koguciej.
Zdobył siedem medali mistrzostw Europy w latach 1930 - 1937. Mistrz kraju w stylu klasycznym w latach 1930-1934. Mistrz w stylu wolnym w 1929 i 1931 roku.

## Letnie Igrzyska Olimpijskie 1932
| Konkurencja          | Rundy eliminacyjne     | Rundy eliminacyjne    | Rundy eliminacyjne    | Klas. końcowa |
| Konkurencja          | Przeciwnik I           | Przeciwnik II         | Przeciwnik III        | Miejsce       |
| -------------------- | ---------------------- | --------------------- | --------------------- | ------------- |
| 56 kg styl klasyczny | Louis François (FRA) Z | Aatos Jaskari (FIN) Z | Jakob Brendel (GER) P | 4.            |

## Letnie Igrzyska Olimpijskie 1936
| Konkurencja      | Rundy eliminacyjne    | Rundy eliminacyjne    | Rundy eliminacyjne   | Rundy eliminacyjne       | Rundy eliminacyjne | Klas. końcowa |
| Konkurencja      | Przeciwnik I          | Przeciwnik II         | Przeciwnik III       | Przeciwnik IV            | Przeciwnik V       | Miejsce       |
| ---------------- | --------------------- | --------------------- | -------------------- | ------------------------ | ------------------ | ------------- |
| 56 kg styl wolny | Aatos Jaskari (FIN) Z | Cesar Gaudard (SUI) Z | Ödön Zombori (HUN) Z | Johannes Herbert (GER) Z | Ross Flood (USA) P | 4.            |